# Puiggròs
Puiggròs este o localitate în Spania, în comunitatea autonomă Catalonia în provincia Lleida. În 2006 avea o populație de 268 locuitori.
1. ↑  Nomenclátor Geográfico de Municipios y Entidades de Población (20240402 edition)
2. ↑   https://www.3cat.cat/324/eleccions-28m-2023/municipals/puiggros/09251818000/ Lipsește sau este vid: |title= (ajutor)
3. 1 2   http://www.idescat.cat/pub/?id=aec&n=925&t=2016 Lipsește sau este vid: |title= (ajutor)